# Южные демократы
Южные демократы (англ. Southern Democrats), исторически иногда известные в просторечии как диксикраты, члены Демократической партии, проживающие на юге США. Южные демократы в целом были гораздо более консервативны, чем неюжные демократы, и большинство из них, в отличие от демократов из неюжных штатов, голосовали против Закона о гражданских правах 1964 года, проведя самый продолжительный филибастер в истории американского Сената. Долгое время южные демократы доминировали в политике южных штатов, но после того как Демократическая партия стала бороться против сегрегации, её позиции на Юге стали слабеть и после 1994 года уже республиканцы обычно побеждали на большинстве выборов на Юге.
Южные демократы появились в конце 1820-х годов как южане-сторонники джексоновской демократии. В 1830-х—1850-х годах южные демократы защищали рабство в США и способствовали его распространению на Запад против Фрисойлеров. Президентские выборы 1860 года окончательно раскололи Демократическую партию. От неё в выборах 1860 года участвовало сразу два кандидата: Стивен Дуглас, де-факто представлялвший северную фракцию, и Джон С. Брекинридж, представлявший южных демократов. Итогом выборов стало поражение демократов и победа противников рабства из Республиканской партии во главе с Авраамом Линкольном, приведя к США к расколу и гражданской войне, которая завершилась поражением Юга. После сворачивания Реконструкции Юга в конце 1870-х годов так называемые «искупители» взяли под свой контроль все южные штаты и лишили гражданских прав чернокожих. «Монолитный Юг» раз за разом отдавал почти все свои голоса выборщиков на президентских выборах демократам. Республиканцы редко избирались на должности за пределами некоторых горных округов Аппалачей и нескольких округов Техаса, в которых преобладало немецко-американское население.
Политическая монополия, которую Демократическая партия удерживала на большей части Юга, впервые показала серьёзные признаки распада только в 1948 году, когда многие белые южные демократы, недовольные политикой десегрегации, проводимой администраций президента-демократа Гарри Трумэна, создали Демократическую партию прав штатов. Эта новая партия, обычно называемая «диксикратами», выдвинула на пост президента губернатора Южной Каролины Строма Термонда. Диксикраты выиграли большую часть глубокого Юга, где Трумэн даже не был в избирательных бюллетенях, но не смогла помешать его переизбранию. Новая партия распалась после выборов, а Термонд в 1960-х годах стал республиканцем.
Президент Линдон Б. Джонсон, хотя сам был южным демократом, подписал Закон о гражданских правах 1964 года и Закон об избирательных правах 1965 года. Это вызвало сильное сопротивление со стороны южных демократов. Однако Демократическая партия имела подавляющее большинство в сенате: 46 её членов присоединились к Республиканской партии, проголосовав за, а 21, все консервативные демократы проголосовали против. После принятия Закона о гражданских правах многие белые южане стали поддерживать Республиканскую партию на национальном уровне, часто продолжая голосовать за демократов на уровне штатов и на местном уровне, особенно до республиканской революции 1994 года.
В 2000-х годах республиканцы получили солидное преимущество перед Демократической партией в большинстве южных штатов. В 2020-х годах противостояние между республиканцами и демократами в борьбе за Юг шло с переменным успехом. В 2016 году республиканец Дональд Трамп получил большинство голосов в округе Эллиотт (штат Кентукки), жители которого впервые отдали победу кандидату в президенты от республиканцев. В 2020 году демократ Джо Байден с небольшим перевесом победил в Джорджии, став первым с 1992 года кандидатом в президенты от Демократической партии победившем в этом штате. Известные современные южные демократы включают губернатора Кентукки Энди Бешира, губернатора Северной Каролины Роя Купера, сенаторов от Вирджинии Марка Уорнера и Тима Кейна и сенаторов от Джорджии Рафаэля Уорнока и Джона Оссоффа.

## История

### 1828—1861 годы
С 1800 по 1829 год доминирующей силой в политике США была Демократическо-республиканская партия, основанная в 1792 году Томасом Джефферсоном и Джеймсом Мэдисоном. Она придерживалась принципов «малого правительства», выступая за строгое соблюдение Конституции, нейтралитет по отношению к европейским державам и широкие полномочия штатов. К 1828 году демократы-республиканцы разделились на две фракции: национал-республиканцев-федералистов и демократов. Именно последняя фракция, возглавляемая Эндрю Джексоном, стала основой для Демократической партии, которая с самого начала доминировала на американской политической сцене. В 1830-х и 1840-х годах основными соперниками демократов были виги, однако к 1850-м годам они распались. Были и другие оппозиционные партии, но демократы доминировали, даже несмотря на внутренние противоречия. Северные демократы во главе со Стивеном Дугласом находились в серьёзной оппозиции к южным демократам по вопросу о рабстве, выступая, в частности, за народный суверенитет, позволяя жителям территорий голосовать за рабство. Южные демократы (известные как «диксикраты»), отражая взгляды сенатора и вице-президента Джона К. Кэлхуна, были против ограничения рабства на территории отдельных штатов.
Демократы контролировали национальное правительство с 1852 по 1860 год, а президенты Франклин Пирс и Джеймс Бьюкенен защищали интересы Юга. В это время противники демократов и рабства объединились Республиканскую партию, быстро завоевав популярность на Севере. На президентских выборах 1860 года республиканцы выдвинули Авраама Линкольна, в то время как раскол среди демократов привел к выдвижению сразу двух кандидатов: Джона К. Брекинриджа из Кентукки от южных демократов и Стивен Дуглас из Иллинойса от северных демократов. Республиканцы получили большинство голосов выборщиков и президентом был избран Авраам Линкольн.

### 1861—1933 годы
После избрания Авраама Линкольна южные демократы выступили за выход южных штатов из Союза и создание Конфедеративных Штатов. В Конгрессе Соединенных Штатов доминировали республиканцы, к которым присоединился Эндрю Джонсона из Теннесси, единственный сенатор с Юга, отвергший сецессию. Приграничные штаты Кентукки, Мэриленд и Миссури были раздираемы политическими беспорядками. Кентукки и Миссури управлялись просепаратистскими настроенными губернаторами из числа южных демократов, которые выступали за выход из Союза, но не получили поддержки законодателей. В результате, Кентукки и Миссури остались частью Союза. В Мэриленде южные демократы столкнулись с противодействием губернатора-юниониста Томасом Холлидеем Хиксом, на помощь которому пришла армия Союза. Приостановив действие habeas corpus, губернатор Хикс смог подавить движение за отделение Мэриленда. Мэриленд был единственным штатом к югу от линии Мейсон-Диксон, губернатор которого подтвердил призыв Линкольна выделить 75 000 солдат.
После отделения демократы Севера разделились на «демократов войны» и «демократов мира», или «медноголовых». «Демократы войны» сформировали с республиканцами блок Национальный союз и голосовали за Линкольна на выборах 1864 года, а один из их лидеров, Эндрю Джонсон, стал вице-президентом при Линкольне. После войны, завершившейся победом юнионистов, военные демократы, демократы мира и южные демократы воссоединились, восстановив единство Демократической партии. Почти десять лет республиканцы доминировали на политической сцене, но в 1874 году, после «паники 1873 года», демократы получили контроль над Палатой представителей.
Демократы всегда подчёркивали, что со времен Джефферсона и Джексона они защищали права штатов, что добавляло им привлекательности на белом Юге.
В начале XX века демократы во главе с доминирующим южным крылом имели сильное представительство в Конгрессе. Они выиграли обе палаты в 1912 году и избрали Вудро Вильсона, учёного из Нью-Джерси с глубокими южными корнями и прочной базой среди южного среднего класса. Республиканская партия вернула себе контроль над Конгрессом в 1918 году.
С 1921 по 1930 год демократы, несмотря на господство на большей части Юга, занимали второе место в национальной политике, не контролируя ни одной ветви федерального правительства. В 1928 году несколько южных штатов поддержали на выборах республиканца Герберта Гувера, а не католика Эла Смита. Впрочем, крах фондового рынка 1929 года, приведший к Великой депрессии, дал шанс демократам вернуться к власти. На национальном уровне республиканцы проиграли Конгресс в 1930 году и Белый дом в 1932 году с огромным отрывом. К этому времени руководство Демократической партии начало несколько менять тон в отношении расовой политики. Когда Великая депрессия охватила страну и жизнь большинства американцев была нарушена, новое правительство сочло помощь афроамериканцам в американском обществе необходимой.
Всего с 1861 по 1932 год было избрано 15 президентов США, из них, только двое были демократами и лишь Вудро Вильсона можно отнести к южным демократам.

### 1933—1980 годы
В течение 1930-х годов, когда «Новый курс» Ф. Д. Рузвельта начал сдвигать демократов в целом влево в экономических вопросах, южные демократы в основном придерживались общепартийной линии их, хотя в самой партии постепенно образовалась влиятельная консервативная фракция, критиковавшая президента с позиций классического либерализма. В то же время обе фракции поддерживали внешнюю политику Рузвельта. «Новый курс» в целом объединял партийные фракции демократов на протяжении более трёх десятилетий, поскольку южане, как и северное городское население, пострадали особенно сильно и в целом получили выгоду от масштабной государственной программы помощи. Рузвельт сумел удержать белых южан в коалиции, одновременно начав отталкивание чернокожих избирателей из-за их характерных для того времени республиканских предпочтений.
Но уже при Рузвельте в Демократической партии стало расти количество противников законов Джима Кроу и политики расовой сегрегации, что вызвало недовольство южных демократов, большинство из которых оставались сегрегационистами. К 1948 году борьба против сегрегации, которую начал президент Гарри Трумэн привела к тому, что демократы Глубокого Юга отказали ему в поддержке и выдвинули свою кандидатуру в президенты на выборах 1948 года. В 1960-х годах южные демократы потерпели ряд крупных поражений от Движения за гражданские права. Федеральные законы положили конец сегрегации и ограничениям для чернокожих избирателей.
Первое время южные демократы всё ещё лояльно голосовали за свою партию, но после подписания Закона о гражданских правах 1964 года старый аргумент о том, что все белые должны держаться вместе, чтобы предотвратить принятие антисегрегационистского законодательства, утратил свою силу. Успехи движения за гражданские права 1960-х годов ускорили конец Коалиции «Нового курса». Всё больше и больше белых южан начинали голосовать за республиканцев, особенно в пригородах и растущих городах. Рост чернокожего электората, который постепенно отказывался от республиканских симпатий, а также ряд судебных решений, сделавших первичные выборы публичными, а не частными мероприятиями, проводимыми партиями, вели к снижению влияния консервативно настроенных белых южан на политику Демократической партии. Окончательно коалиция развалилась во время выборов 1968 года, когда внутри Демократической партии произошёл раскол из-за войны во Вьетнаме.
Долгое время республиканцами на Юге были в основном выходцы с Севера; теперь к ним присоединились консерваторы и богатые белые южане, в то время как белые либералы и белые бедняки, особенно в сельской местности, остались с Демократической партией На президентских выборах 1952 и 1956 кандидат республиканцев Дуайт Дэвид Эйзенхауэр, популярный генерал времён Второй мировой войны, победил сразу в нескольких южных штатах, оторвав часть белых южан от Демократической партии. Принятие Закона о гражданских правах 1964 года, большая часть оппозиции к которому состояла из южных демократов, стало важным событием в преобразовании Глубокого Юга в цитадель Республиканской партии. С конца гражданской войны и до 1960 года демократы имели твёрдый контроль над южными штатами на президентских выборах, отсюда и термин «Монолитный юг» для описания демократических предпочтений штатов. Однако после принятия этого закона их готовность поддерживать республиканцев на президентском уровне заметно возросла. В 1964 году Барри Голдуотер смог во многих штатах «Монолитного Юга» опередить кандидата Демократической партии Линдона Джонсона, техасца, во многом благодаря тому что проголосовал против Закона о гражданских правах. С тех пор поддержка республиканцев на Юге росла, помогая им всё чаще побеждать на национальном, региональном и, в конечном счете, на местном уровнях.
Ещё одним важным законодательным актом был Закон об избирательных правах 1965 года, который предусматривал предварительное одобрение Министерством юстиции США любых изменений в избирательном законодательстве в областях, где участие афроамериканцев в голосовании было ниже нормы (в большинстве, но не во всех случаях такие области были на юге). Влияние Закона об избирательных правах на выборы на Юге было глубоким, как результат некоторые белые южане восприняли его как вмешательство федеральных властей, в то время как чернокожие избиратели повсеместно оценили его. В 1970 году The New York Times опубликовала слова Кевина Филлипса, помощника президента Ричарда Никсона, что белые «негрофобы» выйдут из рядов демократов, а чернокожие зарегистрируются в качестве демократов. Как результат, на выборах 1968 и 1972 годов многие белые южане голосовали за Ричарда Никсона.
Осуждая политику «басинга», которая использовалась для обеспечения десегрегации в школах, Ричард Никсон пытался привлечь голоса консервативных белых южан. Подобная политика получила название в прессе «Южная стратегия», что вызвало критику со стороны Джеффри Харта, спичрайтера Никсона. В деле 1971 года «Суонн против Совета по образованию Шарлотты-Мекленбург» Верховный суд постановил, что федеральные суды имеют право по своему усмотрению использовать «басинг» в качестве инструмента десегрегации для достижения расового баланса в школах. Некоторые южные демократы стали республиканцами на национальном уровне, оставаясь при этом со своей старой партией на региональном и местном уровне на протяжении 1970-х и 1980-х годов. Несколько видных консервативных демократов перешли в республиканскую партию, в том числе Стром Термонд, Джона Конналли и Миллс Годвин-мл.. Однако в решении по делу «Милликен против Брэдли» 1974 года возможность использовать «басинг» в качестве политической тактики была значительно уменьшена, когда Верховный суд США постановил, что школьников можно перевозить на автобусе через окружные границы только в том случае, если есть юридические доказательства существования сегрегации в школьном округе.
В 1976 году бывший губернатор Джорджии Джимми Картер был избран 39-м президентом, победив во всех южных штатах, кроме Оклахомы и Виргинии. Но уже на следующих выборах, в 1980 году республиканец Рональд Рейган победил во всех южных штатах, кроме Джорджии.

### 1980—2009 годы
В 1980 году кандидат в президенты от республиканцев Рональд Рейган объявил, что поддерживает права штатов. Политконсультант Ли Этуотер, который был главным стратегом Рейгана в южных штатах, утверждал, что к 1968 году подавляющее большинство белых южан признали, что такие слова как «nigger» оскорбительны, и что упоминание «прав штатов» стало лучшим способом обратиться к белым избирателям с юга. После успеха Рейгана на национальном уровне Республиканская партия резко сдвинулась вправо, в то время как либеральное крыло маргинализировались.
Экономический и культурный консерватизм (особенно в отношении абортов и школьной молитвы) стал очень важным фактором политики на Юге с его большим религиозным правым элементом, таким как южные баптисты. Так, постепенно Юг стал опорой Республиканской партии. После движения за гражданские права афроамериканцы Юге в подавляющем большинстве отдавали предпочтение Демократической партии, но несмотря на то, что она все больше зависела от поддержки афроамериканских избирателей, более многочисленные и мобилизованные белые демократы по-прежнему господствовали в южных штатов. Хотя на большинстве президентских выборов южные штаты делили свою поддержку между обеими партиями, консервативные демократы контролировали законодательные собрания почти всех южных штатов до середины 1990-х годов. Лишь в 2011 году республиканцы захватили большинство законодательных собраний южных штатов и с тех пор по большей части продолжают удерживать контроль над южной политикой. Накануне республиканской революции 1994 года демократы всё ещё имели преимущество 2:1 над республиканцами по количеству конгрессменов от южных штатов.
Республиканцы сначала стали доминировать на президентских выборах на Юге, затем начали контролировать выборы губернаторов и Конгресса на Юге, затем взяли под свой контроль выборы в законодательные собрания нескольких штатов и стали конкурентоспособными или даже контролировали местные офисы на Юге. Сегодняшние южные демократы, голосующие за демократический кандидатов, в основном являются городскими либералами. Сельские жители, как правило, голосуют за республиканцев, и по прежнему значительное число консервативных демократов голосуют за республиканцев на национальных выборах и за демократов на местных.
Политик-демократ Ральф Нортэм из Виргинии в феврале 2017 года признался, что голосовал за Джорджа Буша-младшего на президентских выборах 2000 и 2004 годов. Несмотря на это признание, Нортэм в том же 2017 году на праймериз легко победил более прогрессивного кандидата и стал кандидатом от Демократической партии в губернаторы Виргинии, а в 2018 году был избран губернатором.
Среди демократических конгрессменов и избирателей, которых в 1980-х годах называли демократами Рейгана, были немало консервативных южных демократов. Единственным исключением был Арканзас, в законодательном органе которого по-прежнему имелось демократическое большинство, что не мешало избирателям штата на президентских выборах отдавал свои голоса республиканцам, за исключением 1992 и 1996 годов, когда кандидатом был «любимый сын» Билл Клинтон. Только в 2012 году республиканцы впервые смогли получить большинство в Сенате Арканзаса.
Другим исключением является Северная Каролина. Несмотря на то, что штат голосовал за республиканцев на всех президентских выборах с 1980 по 2004 год, выборы губернатора (до 2012 года), законодательного органа (до 2010 года), а также выборы большинства выборных должностей в штате, неизменно выигрывали демократы. Конгрессмены от Северной Каролины были в значительной степени демократами до 2012 года, когда республиканцы получили возможность после переписи населения США 2010 года перераспределить округа по своему выбору.
В 1992 году президентом был избран губернатор Арканзаса Билл Клинтон. Однако, в отличие от Картера, Клинтон смог на Юге победить только в Арканзасе, Луизиане, Кентукки, Теннесси и Джорджии. Баллотируясь на пост президента, Клинтон пообещал «положить конец системе социального обеспечения в том виде, в каком мы её знаем». В 1996 году он выполнил своё предвыборное обещание, тем самым фактически осуществив давнюю мечту республиканцев реформировать систему социального обеспечения. После того, как Клинтон успешно наложил вето на два законопроекта о реформе социального обеспечения, инициированных контролируемым республиканцами Конгрессом, в конце концов был достигнут компромисс, и 22 августа 1996 года был подписан Закон о личной ответственности и возможностях трудоустройства.
Во время президентства Клинтона «южная стратегия» сместилась в сторону так называемой «культурной войны» между религиозными правыми и светскими либералами-прогрессистами. При этом, хотя демократы в этом конфликте чаще находятся на стороне прогрессистов, многие из южных демократов по-прежнему занимают консервативные позиции и не так прогрессивны, как Демократическая партия в целом. Ситуация когда на выборах демократ находится справа от республиканца, всё ещё не являются чем-то неслыханным на Юге. Однако Теннесси — один из немногих южных штатов, в котором нет повторных праймериз.
Роджер Чепмен отмечает разделение голосов консервативных южных демократов в 1970-х и 1980-х годах, когда многие из них поддерживали консервативных демократов на местных и региональных выборах, одновременно голосуя за кандидатов республиканцев на национальных, в первую очередь президентских. Эта тенденция многих белых южан голосовать за кандидата в президенты от республиканцев и за демократов на другие должности сохранялась до промежуточных выборов 2010 года. Если на выборах в ноябре 2008 года демократы получили 3 из 4 мест в Палате представителей США от Миссисипи, 3 из 4 мест в Арканзасе, 5 из 9 в Теннесси и достигли почти паритета в Джорджии и Алабаме, то уже в 2010 году почти все белые конгрессмены-демократы на Юге проиграли переизбрание. В том году демократы получили только по одному месту в Палате представителей США от Алабамы, Миссисипи, Луизианы, Южной Каролины и Арканзаса, а также два из девяти мест в Палате представителей от Теннесси, а в 2012 году потеряли своё единственное место в Арканзасе. После выборов в ноябре 2010 года Джон Бэрроу из Джорджии остался единственным белым членом Палаты представителей от Демократической партии на Глубоком Юге, и он проиграл переизбрание в 2014 году. Только в 2018 году на Юге был избран белый член Палаты представителей от демократов, им стал Джо Каннингем из Южной Каролины. Демократы потеряли контроль над законодательными собраниями Северной Каролины и Алабамы в 2010 году, легислатурами Луизианы и Миссисипи в 2011 году и Генеральной ассамблеей Арканзаса в 2012 году. Кроме того, в 2014 году демократы потеряли четыре места в Сенате США от Юга (в Западной Вирджинии, Северной Каролине, Арканзасе и Луизиане), который они ранее удерживали. В настоящее время большинство членов Палаты представителей США или законодательных органов штатов от демократов на Юге представляют городские округа или районах, где меньшинства (относительно населения всей страны) составляют большую часть местного населения.
Однако демократы не были полностью лишены власти на Юге. Демократ Джон Белл Эдвардс был избран губернатором Луизианы в 2015 году как консерватор, выступающий против абортов и в защиту права на оружие. В 2017 году умеренный демократ Даг Джонс был избран сенатором от Алабамы на внеочередных выборах, прервав серию поражений демократов в этом штате. В 2019 году южные демократы добились ряда успехов, получив контроль над обеими палатами Генеральной ассамблеи Виргинии, Энди Бешир был избран губернатором Кентукки, с небольшим перевесом победив действующего губернатора-республиканца Мэтта Бевина, а Эдвардс переизбрался в Луизиане.

### 2009 — настоящее время
В 2009 году южные демократы контролировали обе палаты законодательных собраний Алабамы, Арканзаса, Делавэра, Луизианы, Мэриленда, Миссисипи, Северной Каролины и Западной Виргинии, а также Совет округа Колумбия, Палату представителей Кентукки и Сенат Виргинии. В 2017 году южные демократы по-прежнему контролировали обе палаты законодательных собраний Делавэра и Мэриленда вместе с Советом округа Колумбия, потеряв контроль над законодательными собраниями Алабамы, Арканзаса, Луизианы, Миссисипи, Северной Каролины и Западной Виргинии.
Из-за в южных штатах продолжающейся урбанизации и изменения демографии более либеральные демократы всё чаще добиваются успеха на юге. На выборах 2018 года демократам почти удалось занять места губернаторов в Джорджии и Флориде, выиграть 12 мест в Палате представителей США от юга и хорошо показать себя на выборах в Сенат США в Техасе и Флориде, а также получить контроль над обеими палаты Генеральной ассамблеи Виргинии. В 2020 году Джо Байден (бывший сенатор от Делавэра, классифицированного Бюро переписи населения как южный штат) с небольшим перевесом победил в Джорджии, а Рафаэль Уорнок и Джон Оссофф пусть и с небольшим перевесом выиграли оба места в Сенате от этого штата.

## Известные южные демократы
Президенты:
- Джефферсон Дэвис (1808—1889) — член Палаты представителей (1845—1846) и Сената (1847—1851 и 1857—1861) от Миссисипи, военный министр (1853—1857), первый и единственный президент Конфедеративных Штатов Америки (1861—1865).
- Линдон Б. Джонсон (1908—1973) — 36-й президент США, член Палаты представителей (1937—1949) и Сената (1949—1961) от Техаса.
- Джимми Картер (род. в 1924) — 39-й президент США, губернатор Джорджии (1971—1975).

Вице-президенты:
- Джон Нэнс Гарнер (1868—1967) — член Палаты представителей (1903—1933) от Техаса, спикер Палаты представителей (1931—1933), вице-президент (1933—1941).
- Олбен Уильям Баркли (1877—1956) — вице-президент США (1949—1953), член Палаты представителей (1913—1927) и Сената (1927—1949 и 1955—1956) от Кентукки.
- Альберт Гор-мл. (род. в 1948) — вице-президент США, член Палаты представителей (1977—1985) и Сената (1985—1993) от Теннесси, кандидат в президенты (2000), лауреат Нобелевской премии мира (2007).

Спикер Палаты представителей США:
- Сэм Рейберн (1882—1961) — член Палаты представителей (1913—1961) от Техаса, спикер Палаты представителей (в сумме 17 лет).

Губернаторы:
- Джеймс Фрэнсис Бирнс (1882—1972) — губернатор Южной Каролины (1951—1955), член Палаты представителей (1911—1925) и сенатор (1931—1941), судья Верховного суда (1941—1942), государственный секретарь (1945—1947).
- Гарри Бёрд-ст. (1887—1966) — губернатор Виргинии (1926—1930), сенатор США (1933—1965), некоронованный король штата, отец Гарри Бёрда-мл.
- Хьюи Пирс Лонг-мл. (1893—1935) — губернатор Луизианы (1926—1932), сенатор (1932—1935).
- Ричард Бревард Рассел-мл. (1897—1971) — губернатор Джорджии (1931—1933), сенатор (1933—1971).
- Джеймс Стром Термонд-ст. (1902—2003) — губернатор Южной Каролины (1947—1951), сенатор (1954—2003), кандидат в президенты (1948). С 1964 — республиканец.
- Джеймс Терри Сэнфорд (1917—1998) — губернатор Северной Каролины (1961—1965), сенатор (1986—1993).
- Джордж Корли Уоллес-мл. (1919—1998) — губернатор Алабамы (1963—1967, 1971—1979 и 1983—1987), четыре раза баллотировался на пост президента США (1964, 1968, 1972 и 1976).
- Фриц Холлингс (1922—2019) — губернатор Южной Каролины (1959—1963), сенатор (1966—2005).
- Уэнделл Хэмптон Форд (1924—2015 там же) — губернатор Кентукки (1971—1974), сенатор (1974—1999).
- Дейл Леон Бамперс (1925—2016) — губернатор штата Арканзас (1971—1975), сенатор (1975—1999).
- Эдвин Вашингтон Эдвардс (1927—2021) — губернатор Луизианы (1972—1980, 1984—1988 и 1992—1996), член Палаты представителей (1965—1972).
- Лотон Мейнор Чайлз-мл. (1930—1998) — губернатор Флориды (1991—1998), сенатор (1971—1989).
- Зелл Брайан Миллер (1932—2018) — губернатор Джорджии (1991—1999), сенатор (2000—2005).
- Дэвид Хэмптон Прайор (род. в 1934) — губернатор штата Арканзас (1975—1979), член Палаты представителей (1966—1973) и Сената (1979—1997).
- Боб Грэм (род. в 1936) — губернатор Флориды (1979—1987), сенатор (1987—2005).
- Стив Бешир (род. в 1944) — губернатор Кентукки (2007—2015).
- Билл Клинтон (род. в 1946) — 42-й президент США, губернатор Арканзаса (1979—1981 и 1983—1992).
- Джозеф (Джо) Мэнчин III (род. в 1947) — губернатор Западной Виргинии (2005—2010), сенатор (с 2010).

Сенаторы:
- Джозайя Уильям Бейли (1873—1946) — сенатор от Северной Каролины (1931—1946).
- Ральф Ярборо (1903—1996) — сенатор от Техаса (1957—1971).
- Джеймс Уильям Фулбрайт (1905—1995) — член Палаты представителей (1943—1945) и Сената (1945—1974) от Арканзаса.
- Гарри Бёрд-мл. (1914—2013) — 17 лет был членом Сената Виргинии (1948—1965) и 18 лет представлял штат в Сенате (1965—1983), сын Гарри Бёрда-ст. С 1970 год — независимый.
- Роберт Карлайл Бёрд (1917—2010) — Член Палаты представителей (1953—1959) и Сената (1959—2010) от Западной Виргинии.
- Ллойд Миллард Бентсен-мл. (1921—2006) — член Палаты представителей (1948—1955) и Сената (1971—1993) от Техаса, министр финансов (1993—1994).
- Ричард Крейг Шелби (род. в 1934) — член Палаты представителей (1979—1987) и Сената (с 1987) от Алабамы.
- Сэм Нанн-мл. (род. в 1938) — сенатор от Джорджии (1972—1997).
- Мэри Лоретта Лэндрю (род. в 1955) — сенатор от Луизианы (1997—2015).
- Бланш Линкольн (род. в 1960) — член Палаты представителей (1993—1997) и Сената (1999—2011) от Арканзаса.

Члены Палаты представителей:
- Говард Ворт Смит (1883—1976) — член Палаты представителей от Виргинии (1931—1967).
- Карл Винсон (1883—1981) — член Палаты представителей от Джорджии (1914—1965).

## Кандидаты в президенты от южных демократов
Всего, с 1860 года по наше время было 5 зарегистрированных кандидатов в президенты, выдвинутых южными демократами в качестве альтернативы официальным кандидатам Демократической партией, как правило, в противовес мерам по защите гражданских прав, поддерживаемым большинством партии. Кроме того, 4 раза часть южных демократов отдавали свои голоса так называемым «несвязанным выборщикам» На каждых президентских выборах с 1944 по 1968 год, помимо 1952 года, южные демократы предпринимали попытки выступить против официального кандидата Демократической партией. В некоторых случаях, например, в 1948 году со Стромом Термондом, эти кандидаты в некоторых штатах вносились в избирательные бюллетени как кандидат от Демократической партии. Джордж Уоллес из Алабамы участвовал в президентской политике как консервативный демократ, за исключением 1968 года, когда он покинул партию и баллотировался как независимый кандидат. Выступая в качестве кандидатов от Американской независимой партии, Уоллес выиграл 5 штатов, добившись наилучшего результата (65,9 % голосов) был в родной Алабаме. При этом в Алабаме Уоллес был официальным кандидатом от Демократической партии, а Хьюберт Хамфри был указан как кандидат от «национал-демократов».
| Год  | Кандидат в президенты | Родной штат           | Должность                                                                         | Кандидат в вице-президенты | Родной штат           | Должность | Голоса                  | Прим.  |
| ---- | --------------------- | --------------------- | --------------------------------------------------------------------------------- | -------------------------- | --------------------- | --- | ----------------------- | ------ |
| 1860 | Джон Брекинридж       | Кентукки              | Член Палаты представителей от Кентукки (1851—1855) Вице-президент США (1857—1861) | Джозеф Лейн                | Орегон                | Губернатор Орегона (1849–1850; 1853) Член Палаты представителей от Орегона (1851—1859) Сенатор от Орегона (1859–1861) | 848 019 (18,1 %) 72 EV  | [ 34 ] |
| 1944 | Несвязанные выборщики | Несвязанные выборщики | Несвязанные выборщики                                                             | Несвязанные выборщики      | Несвязанные выборщики | Несвязанные выборщики                                                                                                 | 143 238 (0,3 %) 0 EV    | [ 35 ] |
| 1948 | Стром Термонд         | Южная Каролина        | Член Сената Южной Каролины (1933–1938) Губернатор Южной Каролины (1947–1951)      | Филдинг Л. Райт            | Миссисипи             | Вице-губернатор Миссисипи (1944—1946) Губернатор Миссисипи (1946—1952)                                                | 1 175 930 (2,4 %) 39 EV | [ 36 ] |
| 1956 | Несвязанные выборщики | Несвязанные выборщики | Несвязанные выборщики                                                             | Несвязанные выборщики      | Несвязанные выборщики | Несвязанные выборщики                                                                                                 | 196 145 (0,3 %) 0 EV    | [ 37 ] |
| 1956 | Т. Коулман Эндрюс     | Виргиния              | Глава Налогового управления (1953—1955)                                           | Томас Г. Вердель           | Калифорния            | Член Ассамблеи штата Калифорния (1943—1947) Член Палаты представителей от Калифорнии (1949—1953)                      | 107 929 (0,2 %) 0 EV    | [ 38 ] |
| 1956 | Уолтер Бургвейн Джонс | Алабама               | Судья Член Палаты представителей Алабамы (1919–1921)                              | Герман Толмадж             | Джорджия              | Губернатор Джорджии (1947; 1948–1955)                                                                                 | 0 (0,0 %) 1 EV          | [ 39 ] |
| 1960 | Несвязанные выборщики | Несвязанные выборщики | Несвязанные выборщики                                                             | Несвязанные выборщики      | Несвязанные выборщики | Несвязанные выборщики                                                                                                 | 610 409 (0,4 %) 15 EV   | [ 40 ] |
| 1960 | Орвал Фобас           | Арканзас              | Губернатор Арканзаса (1955—1967)                                                  | Джон Кроммелин             | Алабама               | Контр-адмирал ВМС США Кандидат в Сенатор США от Алабамы (1950, 1954, 1956)                                            | 44 984 (0,1 %) 0 EV     | [ 41 ] |
| 1964 | Несвязанные выборщики | Несвязанные выборщики | Несвязанные выборщики                                                             | Несвязанные выборщики      | Несвязанные выборщики | Несвязанные выборщики                                                                                                 | 210 732 (0,3 %) 0 EV    | [ 42 ] |

### Комментарии
1. ↑  Несвязанные выборщики[англ.] в отличие от обычных не обещают голосовать в соответствии с результатами выборов. Такая ситуация возникала несколько раз в середине XX века, как правило, среди демократов из-за разногласий по вопросам сегрегации и гражданских прав с целью последующего торга.